# キャリー・アンダーウッド
キャリー・マリー・アンダーウッド（Carrie Marie Underwood、1983年3月10日 - ）は、アメリカン・アイドルのシーズン4で優勝し、2007年グラミー賞最優秀新人賞を受賞したアメリカ合衆国出身のカントリーミュージシャンである。
デビューアルバム『Some Hearts』はカントリージャンルのアルバムとしては最も早く500万枚の売り上げを達成した。アメリカン・アイドルの優勝者や参加者の中としてもデビューアルバムとしては最大の売り上げとなった。2006年度、主要な音楽賞であるアメリカン・ミュージック・アウォーズ(AMA)とビルボード・ミュージック・アウォーズ、グラミー賞の全てを受賞した最初のアメリカン・アイドルの優勝者となった。身長161cm。

## 生い立ち
アンダーウッドはオクラホマ州のチェコッタにある両親の牧場で育った。彼女は3女で、一番下の妹はステファン（牧場を辞め、現在は製紙工場で働いている。）で、もう1人の妹はキャロル・アンダーウッド（チェコッタ公立高校の先生を辞めた。）である。2人の姉であるシャナ・アンダーウッド・ミーンズとステファン・アンダーウッド・シャロンは1973年と1970年の生まれで、両人ともオクラホマ州で小学校の先生をしている。

### 幼少期
ロビン記念タレントショーに出演した。またフリー・ウィル・バプテスト教会のメンバーでチェコッタの旧入植日やライオンクラブのための地元のイベントで教会で歌を披露したこともある。
13歳のとき（1996年）には、彼女のマネージャーはアンダーウッドをキャピトル・レコードのレコーディングコンテストに参加させた。しかし、マネージメント料で折り合いがつかず、デビューが具体化することはなかった。

### 高校時代
2001年に卒業式で祝いの言葉を述べる(アメリカなどでは学年で成績が2番の人が慣例で行う)ほどの優秀な成績でチェコッタ高校を卒業した。学業の成功にもかかわらず、学生時代には4回の居残り授業を受けていた。（初めての居残りは代理教員をしていた彼女の母親によるものだった。）

### 大学入学後
高校卒業後、オクラホマ州タレクアにあるノースイースタン州立大学に入学した。2006年、マスメディア専攻（ジャーナリズム）で学士号を取得し、magna cum laude（大優秀）の成績で卒業した。現在はテネシー州ナッシュビル郊外のフランクリンに住んでいる。
- シグマ・シグマ・シグマという女子学生社交クラブのアルファ・イオタ支部のメンバー[9]
- 大学在学中の2年間、夏はノースイースタンのダウンタウンでカントリーショーに出演していた。
- 2004年にはミスノースイースタン州立大学の次点者に選ばれたことがある。[10]。

## アメリカン・アイドル
2004年の夏、アンダーウッドはセントルイスでアメリカン・アイドルのオーディションを受けた。2005年1月にオーディションの様子が放送されると、多くの人が彼女が優勝すると予想できるほど高い実力を発揮した。3月22日には、注文の多い審査員として悪名高いサイモン・コーウェルも「アンダーウッドはこのオーディションだけはなく、今までのアメリカン・アイドルの優勝者よりも高い売り上げを獲得するだろう」と予想している。ショーのあいだに、アンダーウッドは「キャリーズ・ケア・ベアーズ(Carrie's Care Bears)」として知られる忠実な客層を獲得した。この名称は彼女が在籍していたシグマ・シグマ・シグマでリンダ・ダヘン(Linda Denham)が独自の販売権を作ったケア・ベアーズ(Care Bears)に由来している。
5月25日、アンダーウッドはボー・バイスを打ち負かし、アメリカン・アイドル(シーズン4)の優勝者となった。
アンダーウッドは2007年3月8日にアメリカン・アイドル（シーズン6）に現れ、ヒット曲「Wasted」を披露している。2005年に優勝してから、アンダーウッドはアメリカン・アイドルでは4度のパフォーマンスを行っている。

## 経歴

### 2005年、デビューアルバム『Some Hearts』
デビューアルバム『Some Hearts』は2005年11月15日に売り出されると、最初の週の売り上げが315000枚を記録するなど、瞬く間にビルボード・チャートを駆け上がり、カントリー・アルバムチャートで1位となった。音楽分野を専門とする市場調査会社ニールセン サウンドスキャンシステムの歴史上、カントリージャンルのアルバムとしては最も早く500万枚の売り上げを達成した。
このアルバムからの2枚目のシングルである「Jesus, Take The Wheel」は10月18日にラジオ向けにリリースされた。最初の週にはビルボードカントリーチャートで39位にランクインされるなど多く放送され、最終的にはカントリーチャートでは6週連続で1位となった。それは1964年から1965年においてコニー・スミス(Connie Smith)の「Once a Day」が8週連続1位記録に2週も迫る快挙だった。
「Some Hearts」はポップとしてもリリースされ、アダルト・コンテンポラリーとホット・アダルト・コンテンポラリー放送局で2005年10月の女性アーティストトップ30で1位となった。
「Don't Forget To Remember Me」はカントリーラジオ局にリリースされた2枚目のシングル。ビルボード・ホット・カントリー・チャートで2位となり、ビルボード・ホット100でも49位となった。しかしながら、ラジオ＆レコード・カントリー・シングル・チャートで1位となった。
「Jesus, Take The Wheel」と「Don't Forget To Remember Me」の両方がクリスチャン・ラジオ(Christian radio)曲のカウントダウンでNo.1の放送回数となった。「Jesus, Take The Wheel」はゴスペル音楽協会の最優秀カントリー楽曲として選出された。
5月23日、アンダーウッドはACMアウォーズで「Jesus, Take the Wheel」を歌い、最優秀新人女性ボーカリストと最優秀シングル楽曲に選ばれた。最優秀楽曲と最優秀女性ボーカリストにもノミネートされた。
11月6日、第40回カントリー音楽協会賞でアンダーウッドは彼女のNo.1ヒットである「Before He Cheats」を出演した。新人カントリーアーティストに贈られるホライゾン・アウォード(スポーツにおける最優秀ルーキーと似た意味を持つ)と最優秀女性ボーカリストを受賞した。最優秀女性ボーカリストとホライゾン・アウォードの両方受賞するのは1995年以来のことだった。
11月21日、アンダーウッドはアメリカン・ミュージック・アウォーズ(AMA)で2部門にノミネートされた。その夜、プッシーキャット・ドールズとカミリオネア(Chamillionaire)に競り勝ちブレークスルーアーティストを獲得した。最優秀女性カントリーアーティストにノミネートされたが、そのカテゴリーでは受賞できなかった。
12月4日、アンダーウッドは2006年ビルボード・ミュージック・アウォーズに参加し、最優秀アルバム、ビルボード200 女性アルバムアーティスト、最優秀女性カントリーアーティスト賞、最優秀カントリー新人賞、そして最優秀カントリーアルバムの5つの賞を受賞した。
3月3日にアカデミー賞で5部門にノミネートされたことが発表された。ノミネートされたのは最優秀女性ボーカリスト、「Before He Cheats」に最優秀楽曲と最優秀ビデオ、最優秀シングルレコード、『Some Hearts』に最優秀アルバムだった。面白いことに最優秀新人女性ボーカリストにノミネートされたケリー・ピッカー(Kellie Pickler)もまたアメリカン・アイドル出身だった。その賞は去年にケリーが受賞していたものだ。

### 2006年、CMAアワードでの出来事
2006年11月、CMAアワードでアンダーウッドが最優秀女性ボーカリスト賞を受賞した。そのときにフェイス・ヒルが怒りのアクションをしたため、エンターティメントニュースの見出しとして取り上げられた。アンダーウッドの名前が呼ばれた後、バックステージにおり受賞を予期して歩き出していたヒルは両手を天に振り上げて、声に出さずに口だけ動かして「何！？」と言った。そしてカメラから離れていった。その後、ヒルはリアクションはジョークだったとして「仲間のミュージシャンに向けてその行動をとることが失礼なことだとは思いもよらないことだった。注目が集めてしまったことは全くばかげたことだった。キャリーは才能豊かで、最優秀女性ボーカリストに値する。」と述べた。後にアンダーウッドを呼んで祝って、誤解を解いた。何人かの有名なカントリー歌手は誤解からフェイス・ヒルを守るために集まった。その1人がリアン・ライムスだった。リアンは自分のウェブサイトでCMAのホライゾン・アワード(新人賞)と最優秀女性ボーカリスト賞をアンダーウッドが受賞したことを非難する文章を掲載した（現在は削除されている）。
| 「 | 私はいつもこのような話題では静観している。だけど私の友人であるフェイスを理解する必要があると感じました。彼女は本当に正直だし、きっちりとした意見を持っている人と同じように感情的なんです。それらの賞はとても政治的に判断されたことを示しているし、そのようなことにはもう飽き飽きです。何年間もみんな一生懸命活動しています。それがぽっと出の誰か（おそらくアンダーウッドのこと）が来て、女性ボーカリストを受賞するなんてことはがっかりです。 | 」 |

### 2007年、グラミー賞
2006年12月7日のグラミー賞では最優秀新人賞、最優秀女性カントリー・ボーカル・パフォーマンス、最優秀カントリー楽曲、最優秀楽曲にノミネートされた。最優秀新人賞というカテゴリーでのノミネートはアメリカン・アイドルの優勝者や参加者としては初めてだった。受賞セレモニーは2007年2月11日にカリフォルニア州ロサンゼルスにあるスタプレスセンターで行われた。アンダーウッドは最優秀新人賞と最優秀女性カントリーボーカルパフォーマンス賞を獲得した。そして「Jesus, Take The Wheel」は最優秀カントリー楽曲で受賞した。

### 2007年、サタデー・ナイト・ライブ
アンダーウッドは2007年3月24日放送のピートン・マニングが司会を務めるサタデー・ナイト・ライブのゲストとして呼ばれ、シングル曲である「Before He Cheats」と「Wasted」を歌った。カントリー・ミュージシャンとしては9組目だった。その9組とはガース・ブルックス、ランディー・トラビス(Randy Travis)、ドリー・パートン、フェイス・ヒル、チャーリー・ダニエルズ、ディクシー・チックス、ウィリー・ネルソンとキース・アーバンである。アメリカン・アイドルの参加者としてはそれまでにケリー・クラークソンとクレイ・エイケンが出場していた。

## 私生活
アンダーウッドはクリスチャンである。彼女と母親はスティーヴン・キングのファンである。1980年代に映画『クリスティーン』として映画化された彼の同名ベストセラー『クリスティーン』が、彼女のシングル『Two Black Cadillacs 』のミュージック・ビデオに影響を与えた。アンダーウッドはABCの音楽ドラマ『ナッシュビル』、ホラー・ドラマ『ザ・フォロイング』のファンでもあり、また『Marie Claire』誌でのインタビューで『ウォーキング・デッド』のファンでゾンビ役で出演したいと語った。

### 結婚
2008年後期、オタワ・セネターズ(のちにナッシュビル・プレデターズに移籍)のアイスホッケー選手マイク・フィッシャーがアンダーウッドのコンサートを鑑賞した際に出会い交際を始め、2009年12月に婚約した。2010年1月、ガティノーで行われたセネターズのチャリティ・イベント『Bell Sens Soiree 』で初めて2人揃って公の場に登場した。2010年6月、CMTミュージック・アワードに共に出席し、アンダーウッドはリポーターに、フィッシャーは夏の結婚式の後にサプライズ・ハネムーンを計画しているようだと語った。
2010年7月10日、ジョージア州グリーンズボロにあるザ・リッツ・カールトン・ロッジのレイノルズ・プランテーションにて250名以上を招待した結婚式が行われた。『ピープル』誌に「マイク&キャリー・フィッシャー」として「友人や家族とこの日を共有でき、これ以上の幸せはありません」と語った。また同誌によると、Monique Lhuillier がシャンティ・レースを使用したウエディング・ドレス、およびブライズメイドのドレスをデザインした。式ではクラシック音楽を流し、聖書の中で2人の好きなフレーズを読んだ。ナショナルホッケーリーグの選手の他、ティム・マグロウ、フェイス・ヒル、ガース・ブルックスなどのカントリー歌手、『アメリカン・アイドル』の出場者や審査員のポーラ・アブドゥル、サイモン・コーウェル、ランディ・ジャクソンなどが出席した。アンダーウッドはフィッシャーへのサプライズとして、ファースト・ダンスにブランドン・ヒースに『Love Never Fails 』を歌ってもらった。2015年2月、第一子長男が誕生した。
2011年2月11日、オタワのラジオ局105.3CISS-FM は、数日前にフィッシャーがアンダーウッドのためにナッシュビル・プレデターズに移籍したためアンダーウッドの曲を放送禁止にした。アンダーウッドのファンがFacebookでラジオ局のボイコットを行なったため、局はのちにこれを修正した。局はこの行為を謝罪し、これは単なるジョークであり、フィッシャーのナッシュビルでの活躍を願う気持ちの裏返しだと語った。フィッシャーはのちに「キャリーは転居や移籍に関して一切口出しをしていない。したがってこれらは全て誤解である」と語り、さらに2人共ラジオ局に対して批判的な感情は持っていないと語った。『ホッケー・ニューズ』誌は毎年恒例の「アイスホッケーに影響を与えた100人」にアンダーウッドを選んだ。2012年のリストではアンダーウッドは第85位であった。

### 資産
『フォーブス』誌によると、アンダーウッドは2006年から2007年の間に700万ドル、2007年から2008年の間に900万ドル、2008年から2009年の間に1,400万ドル、2009年から2010年の間に1,300万ドル、2010年から2011年の間に2,000万ドル、2011年から2012年の間に500万ドル、2012年から2013年の間に3,100万ドル、2013年から2014年の間に1,000万ドルの収入があった。過去5年間で8,300万ドルの収入があり、これまでの純資産は1億1千万ドルとされ、『アメリカン・アイドル』出身者で最高となっている。
2010年、2人はオタワの高級住宅地スプルース・リッジに11エーカーの邸宅を購入したが、のちに220万ドルで売りに出した。2012年、2人はナッシュビル郊外にコテージを購入し、週末をここで過ごしている。オプラ・ウィンフリーは『Oprah's Next Chapter 』のためにここで2人にインタビューした。
2014年1月、2013年に3,100万ドルの収入があったとして、『アメリカン・アイドル』出身者で最高であった。これは『アメリカン・アイドル』出場者だけでなく、2013年の審査員マライア・キャリー、ニッキー・ミナージュ、キース・アーバンと比較しても上回っていた。

### 個人的な関心
アンダーウッドは動物愛護に基づくヴィーガンであり、実家の牧場で所有していた動物を食べることが考えられなくなったことから13歳から肉を口にしていない。PETAによって2005年にコールドプレイのメインボーカルであるヴィーガンのクリス・マーティンと並んで「世界的なセクシーなベジタリアン」に投票され、2007年にも再度選ばれた。2007年のPETAによるインタビューで「子供の頃から動物が好きだった。もし歌うことができなくてもきっと大丈夫だが、私の周りから動物がいなくなったら私は死んでしまう」と語った。
2013年4月、テネシー州の『Ag Gag bill 』に反対の声明を出した。これは動物虐待の動画は48時間を過ぎると失効する法案であった。巨大ビジネス化した農業において頻繁に行われる残虐的行為に対して行われる動物愛護活動家の動きを止めるためのものであったアンダーウッドはTwitterで「『Ag Gag bill 』を通過させたテネシー州議員は恥を知れ。もしビル・ハズラム州知事がこれを決議したら、私は彼の家を訪ねるつもり。賛同者はいる?」と記した。テネシー州共和党議員のアンディ・ホルトはこのツイートに対し「私は議員活動に集中し、キャリー・アンダーウッドは音楽活動に集中すべきだ」と記した。アンダーウッドは「私が音楽活動に集中すべき?ごめんなさいね、私は納税者の1人として家族の安全が心配だっただけ。 #NoAgGag」とツイートした。ビル・ハズラム州知事に対し「この法案を決議しないでください。人々と同じように動物のことも考えて。お願いだから」とツイートした。
アンダーウッドは大のスポーツ・ファンでもあり、何年も毎年恒例のチャリティ・ソフトボール『City of Hope Celebrity Softball 』に参加している。このイベントはテネシー州ナッシュビルで行われ、収益金は難病研究に寄付される。2005年、NBAファイナルのサンアントニオ・スパーズとデトロイト・ピストンズの第4試合で、2006年、NBAオールスターゲームで国歌『星条旗』を歌った。2006年のサンクスギヴィング・デー、テキサス州アービングにあるテキサス・スタジアムで行われたアメリカンフットボールの試合でハーフタイム・ショーを行ない、ダラス・カウボーイズのクオーターバックのトニー・ロモと知り合った。2006年、NFLプレイオフのNFCチャンピオンシップゲームでのシアトル・シーホークスとカロライナ・パンサーズとの試合、2006年のNASCARのコカ・コーラ600、2007年のワールドシリーズでのボストン・レッドソックスとコロラド・ロッキーズの第3試合でも『星条旗』を歌った。2010年2月7日、第44回スーパーボウルで国歌を歌った。2013年5月7日、フェイス・ヒルに代わり『NBCサンデーナイトフットボール』のオープニング・テーマ曲を歌うことが発表された。ヒルはのちにアンダーウッドを全面的にサポートすると語り、祝辞をツイートし、NBC/SNFの選択は賢明だとしてアンダーウッドはうまくやるだろうと語った。
- アメリカン・アイドルで、審判達に対してもっとも好きな歌手は典型的なカントリーアーティストであるマルティナ・マクブライド(Martina McBride)と答えた。

オーディション内で公開したホームビデオ内でもマルティナの最も有名な曲である「Independence Day」を歌っていた。
1stシングル「Inside Your Heaven」のB面では「Independence Day」のリメイクに挑戦している。
- ギター演奏も行うことができる。

レコーディングやコンサートでも「Don't Forget To Remember Me」と「Inside Your Heaven」のようないくつかの曲は演奏を行う。
- 慈善活動にも積極的で、全米人道協会(Humane Society)や外国語FM局であるPSAの支援も行っている[72]。
- 2006年のホリディ・シーズンには派兵された兵士を励ますためにイラクでのUSO クリスマスツアーで演奏をしている[73]。

いくつかのインターネットのサイトではイラクでのアンダーウッドの演奏の写真やビデオクリップが公開された。そこには兵士の服装をしたアンダーウッドの写真もあった。

## アメリカン・アイドル 演奏曲
- Top 24 - 「Could've Been」
- Top 20 - 「Piece Of My Heart」
- Top 16 - 「Because You Loved Me」
- Top 12 (60年代の曲) - 「When Will I Be Loved」
- Top 11 (ビルボード誌で1位) - 「Alone」
- Top 10 (90年代の曲) - 「Independence Day」
- Top 9 (ブロードウェイミュージカル) - 「Hello, Young Lovers」
- Top 8 (出場者の誕生年の曲) - 「Love Is A Battlefield」
- Top 7 (70年代のダンス曲) - 「MacArthur Park」
- Top 6 (21世紀の曲) - 「When God Fearin' Women Get The Blues」
- Top 5 (Leiber and Stollerの曲) - 「Trouble」
- Top 5 (ビルボード誌で40位) - 「Bless The Broken Road」
- Top 4 (ナッシュビル・ソング) - 「Sin Wagon」
- Top 4 (Gamble and Huffの曲) - 「If You Don't Know Me By Now」
- Top 3 (Clive Davisによる選曲) - 「Crying」
- Top 3 (演奏者選曲) - 「Making Love Out Of Nothing At All」
- Top 3 (審査員選曲) - 「Man! I Feel Like A Woman」
- Top 2 (優勝時に流れる曲)- 「Inside Your Heaven」
- Top 2 (以前の曲)- 「Independence Day」
- Top 2 (出場者であるGuy Sebastianによる選曲)- 「Angels Brought Me Here」

## ディスコグラフィ
Blown Away(アルバム)を除く全てのCDは日本盤が販売されていない。ただし、以下の3曲は日本でも販売されている下記アルバムに収録。
- 「Jesus, Take the Wheel」（「グラミー・ノミニーズ」）
- 「Before He Cheats」 （「グラミー・ノミニーズ」）
- 「Ever Ever After」 （「魔法にかけられて サウンドトラック）

### アルバム
| 年   | タイトル      | アルバム詳細 | チャート最高位 | チャート最高位 | チャート最高位 | チャート最高位 | チャート最高位 | チャート最高位 | 認定                                              |
| 年   | タイトル      | アルバム詳細 | US             | AUS            | CAN            | IRL            | NZ             | UK             | 認定                                              |
| ---- | ------------- | --- | -------------- | -------------- | -------------- | -------------- | -------------- | -------------- | ------------------------------------------------- |
| 2005 | Some Hearts   | - 発売日: 2005年11月15日 - レーベル: Arista Nashville, 19 - フォーマット: CD, digital download - 全米売上: 745万枚  | 2              | —              | 11             | —              | —              | —              | - US: 8× プラチナ - CAN: 3× プラチナ              |
| 2007 | Carnival Ride | - 発売日: 2007年10月23日 - レーベル: Arista Nashville, 19 - フォーマット: CD, digital download - 全米売上: 340万枚  | 1              | —              | 1              | —              | —              | —              | - US: 4× プラチナ - CAN: プラチナ                 |
| 2009 | Play On       | - 発売日: 2009年11月3日 - レーベル: Arista Nashville, 19 - フォーマット: CD, digital download - 全米売上: 230万枚   | 1              | 14             | 2              | 91             | —              | 93             | - US: 3× プラチナ - AUS: ゴールド - CAN: プラチナ |
| 2012 | Blown Away    | - 発売日: 2012年5月1日 - レーベル: Arista Nashville, 19 - フォーマット: CD, digital download - 全米売上: 170.1万枚  | 1              | 4              | 1              | 26             | 22             | 11             | - US: 3× プラチナ - CAN: プラチナ                 |
| 2015 | Storyteller   | - 発売日: 2015年10月23日 - レーベル: Arista Nashville, 19 - フォーマット: CD, digital download - 全米売上: 70.7万枚 | 2              | 4              | 3              | 18             | 13             | 13             | - US: プラチナ                                    |
| 2018 | Cry Pretty    | - 発売日: 2018年9月14日 - レーベル: Capitol Nashville - フォーマット: CD, digital download - 全米売上: 53.4万枚     | 1              | 4              | 1              | 40             | 32             | 16             | - US: 3× プラチナ - CAN: プラチナ                 |
| 2020 | My Gift       | - 発売日: 2020年9月25日 - レーベル: Capitol Nashville - フォーマット: CD, LP, digital download                      | 5              | 98             | 35             | —              | —              | —              |                                                   |
| 2021 | My Savior     | - 発売日: 2021年3月26日 - レーベル: Capitol Nashville - フォーマット: CD, LP, digital download                      | 4              | 54             | 15             | —              | —              | —              |                                                   |

### シングル
| 2005                                      | Inside Your Heaven                     | 1  | 1  | —   | - US: ゴールド - CAN: 2× プラチナ                | なし                     |
| 2005                                      | Jesus, Take the Wheel                  | 20 | —  | —   | - US: 3× プラチナ - CAN: ゴールド                | Some Hearts              |
| 2005                                      | Some Hearts                            | —  | —  | —   |                                                  | Some Hearts              |
| 2006                                      | Don't Forget to Remember Me            | 49 | —  | —   | - US: ゴールド                                   | Some Hearts              |
| 2006                                      | Before He Cheats                       | 8  | 4  | —   | - US: 6× プラチナ - UK: ゴールド - CAN: プラチナ | Some Hearts              |
| 2007                                      | Wasted                                 | 37 | 35 | —   | - US: プラチナ                                   | Some Hearts              |
| 2007                                      | So Small                               | 17 | 14 | —   | - US: プラチナ                                   | Carnival Ride            |
| 2008                                      | All-American Girl                      | 27 | 45 | —   | - US: 2× プラチナ                                | Carnival Ride            |
| 2008                                      | Last Name                              | 19 | 34 | —   | - US: プラチナ                                   | Carnival Ride            |
| 2008                                      | Just a Dream                           | 29 | 50 | —   | - US: 2× プラチナ                                | Carnival Ride            |
| 2009                                      | I Told You So (featuring Randy Travis) | 9  | 18 | 129 | - US: プラチナ                                   | Carnival Ride            |
| 2009                                      | Cowboy Casanova                        | 11 | 16 | —   | - US: 3× プラチナ - CAN: ゴールド                | Play On                  |
| 2009                                      | Temporary Home                         | 41 | 65 | —   | - US: プラチナ                                   | Play On                  |
| 2010                                      | Undo It                                | 23 | 43 | —   | - US: 2× プラチナ                                | Play On                  |
| 2010                                      | Mama's Song                            | 56 | 68 | —   | - US: プラチナ                                   | Play On                  |
| 2012                                      | Good Girl                              | 18 | 21 | —   | - US: 3× プラチナ - CAN: プラチナ                | Blown Away               |
| 2012                                      | Blown Away                             | 20 | 27 | 155 | - US: 4× プラチナ - CAN: プラチナ                | Blown Away               |
| 2012                                      | Two Black Cadillacs                    | 41 | 52 | —   | - US: 2× プラチナ                                | Blown Away               |
| 2013                                      | See You Again                          | 34 | 45 | —   | - US: プラチナ                                   | Blown Away               |
| 2014                                      | Something in the Water                 | 24 | 29 | 192 | - US: 2× プラチナ                                | Greatest Hits: Decade #1 |
| 2015                                      | Little Toy Guns                        | 47 | 70 | —   | - US: プラチナ                                   | Greatest Hits: Decade #1 |
| 2015                                      | Smoke Break                            | 43 | 53 | —   | - US: プラチナ                                   | Storyteller              |
| 2015                                      | Heartbeat                              | 42 | 60 | —   | - US: プラチナ                                   | Storyteller              |
| 2016                                      | Church Bells                           | 43 | 64 | —   | US: 2× プラチナ                                  | Storyteller              |
| 2016                                      | Dirty Laundry                          | 48 | 71 | —   | US: プラチナ                                     | Storyteller              |
| 2018                                      | Cry Pretty                             | 48 | 83 | —   | US: ゴールド                                     | Cry Pretty               |
| 2018                                      | Love Wins                              | 83 | —  | —   | US: ゴールド                                     | Cry Pretty               |
| 2019                                      | Southbound                             | 64 | —  | —   | US: ゴールド                                     | Cry Pretty               |
| 2019                                      | Drinking Alone                         | 74 | —  | —   | US: ゴールド                                     | Cry Pretty               |
| "—"は未発売またはチャート圏外を意味する。 |                                        |    |    |     |                                                  |                          |

### Other singles
| Year | Single                                             | Peak chart positions | Peak chart positions | Peak chart positions | Peak chart positions | Peak chart positions | Peak chart positions | Album |
| Year | Single                                             | US Country           | US                   | US Pop               | US AC                | CAN Country          | CAN                  | Album |
| ---- | -------------------------------------------------- | -------------------- | -------------------- | -------------------- | -------------------- | -------------------- | -------------------- | ----- |
| 2007 | "I'll Stand by You"                                | 41                   | 6                    | 6                    | —                    | 36                   | 10                   |       |
| 2008 | "Praying for Time"                                 | —                    | 27                   | 28                   | —                    | —                    | 33                   |       |
| 2008 | "Just Stand Up!" (with Artists Stand Up To Cancer) | —                    | 11                   | 18                   | 17                   | —                    | 10                   |       |
| 2009 | "Home Sweet Home"                                  | 52                   | 21                   | 27                   | —                    | —                    | 33                   |       |

### Other charted songs
| Year | Single                                            | Peak chart positions | Peak chart positions | Peak chart positions | Peak chart positions | Peak chart positions | Album                                    |
| Year | Single                                            | US Country           | US                   | US Pop               | US AC                | CAN                  | Album                                    |
| ---- | ------------------------------------------------- | -------------------- | -------------------- | -------------------- | -------------------- | -------------------- | ---------------------------------------- |
| 2005 | "Bless the Broken Road" (with Rascal Flatts)      | 50                   | —                    | —                    | —                    | —                    | Non-album song                           |
| 2005 | "Independence Day"                                | —                    | —                    | 84                   | —                    | —                    | American Idol Season 4: The Showstoppers |
| 2007 | "Just a Dream"                                    | —                    | —                    | 96                   | —                    | —                    | Carnival Ride                            |
| 2007 | "Do You Hear What I Hear"                         | 27                   | 90                   | —                    | 2                    | —                    | Hear Something Country Christmas 2007    |
| 2008 | "Hark! The Herald Angels Sing"                    | 41                   | —                    | —                    | 14                   | —                    | Carnival Ride                            |
| 2008 | "I'll Be Home for Christmas" (with Elvis Presley) | 54                   | —                    | —                    | —                    | —                    | Christmas Duets (Elvis Presley album)    |
| 2009 | "O Holy Night"                                    | 39                   | —                    | —                    | —                    | —                    | Carnival Ride                            |
| 2009 | "The First Noel"                                  | 50                   | —                    | —                    | —                    | —                    | Carnival Ride                            |
| 2009 | "What Child Is This?"                             | 51                   | —                    | —                    | —                    | —                    | Carnival Ride                            |
| 2009 | "The More Boys I Meet"                            | 45                   | —                    | —                    | —                    | —                    | Carnival Ride                            |
| 2009 | "Change"                                          | —                    | 109                  | —                    | —                    | —                    | Play On                                  |

## 受賞歴

### 2005年
- ティーン・チョイス賞 - 選出本当のスター(女性)
- ビルボード・ミュージック・アウォーズ - シングル売り上げトップ100 「Inside Your Heaven」
- ビルボード・ミュージック・アウォーズ - カントリーシングル売り上げトップ 「Inside Your Heaven」
- ビルボード・ミュージック・アウォーズ - 最優秀カントリーシングル売り上げアーティスト

### 2006年
- ゴスペル音楽協会賞 - 最優秀カントリーレコード楽曲 「Jesus, Take the Wheel」
- CMT賞 - 最優秀ビデオ(女性) 「Jesus, Take the Wheel」
- CMT賞 - 最優秀ブレークスルー ビデオ 「Jesus, Take the Wheel」
- カントリー音楽アカデミー賞 - 最優秀新人女性ボーカリスト
- カントリー音楽アカデミー賞 - 最優秀シングルレコード 「Jesus, Take the Wheel」
- レコード・リテール商品(NARP 組織) - ブレークスルー・カントリー・アーティスト
- ミュージック・ロー - クライティック・ピック
- カントリー音楽協会賞 - 最優秀女性ボーカリスト
- カントリー音楽協会賞 - ホライゾン・アウォード
- 12回インスパイレーション・カントリー音楽賞 - 主流の最優秀カントリーアーティスト
- アメリカン・ミュージック・アウォーズ(AMA) - お気に入りのブレイクスルー新人アーティスト
- ビルボード・ミュージック・アウォーズ - 最優秀女性カントリーアーティスト賞
- ビルボード・ミュージック・アウォーズ - 最優秀アルバム
- ビルボード・ミュージック・アウォーズ - 最優秀カントリーアルバム
- ビルボード・ミュージック・アウォーズ - 最優秀カントリー新人賞
- ビルボード・ミュージック・アウォーズ - ビルボード200 女性アルバムアーティスト

### 2007年
- ピープル・チョイス賞 - お気に入りのカントリー楽曲 「Before He Cheats」
- ピープル・チョイス賞 - お気に入りの女性シンガー
- グラミー賞 - 新人賞
- グラミー賞 - 最優秀女性カントリーボーカルパフォーマンス 「Jesus, Take The Wheel」
- グラミー賞 - 最優秀カントリー楽曲賞 「Jesus, Take The Wheel」

楽曲賞自体は作曲者に宛てたもの
- CMT賞 - 最優秀ビデオ賞　「Before He Cheats」
- カントリー音楽アカデミー賞 - 最優秀女性ボーカリスト
- カントリー音楽アカデミー賞 - 最優秀アルバム「Some Hearts」
- カントリー音楽アカデミー賞 - 最優秀ビデオ賞　「Before He Cheats」
- カントリー音楽協会賞 - 最優秀女性ボーカリスト
- カントリー音楽協会賞 - 最優秀曲「Before He Cheats」
- アメリカン・ミュージック・アウォーズ(AMA) - 最優秀女性カントリーアーティスト賞
- アメリカン・ミュージック・アウォーズ(AMA) - 最優秀カントリーアルバム「Some Hearts」
- アメリカン・ミュージック・アウォーズ(AMA) - アーティストオブザイヤー
- ビルボード・ミュージック・アウォーズ - ビルボード200 最優秀女性カントリーアーティスト賞
- ビルボード・ミュージック・アウォーズ - ビルボード200 最優秀カントリーアルバム「Some Hearts」
- ビルボード・ミュージック・アウォーズ - ビルボード200 Country Artist of the Year
- ビルボード・ミュージック・アウォーズ - ビルボード200 女性アルバムアーティスト
- ビルボード・ミュージック・アウォーズ - ビルボード200 女性アーティスト

### 2008年
- グラミー賞 - 最優秀女性カントリーボーカルパフォーマンス  「Before He Cheats」
- カントリー音楽アカデミー賞 - 最優秀女性ボーカリスト
- ティーン・チョイス賞 - レッドカーペットファッションアイコン
- カントリー音楽協会賞 - 最優秀女性ボーカリスト
- アメリカン・ミュージック・アウォーズ(AMA) - 最優秀カントリーアルバム 「Carnival Ride」
- ビルボード・ミュージック・アウォーズ - 最優秀カントリーアーティスト
- CMT賞 - Most Digitally Active Female Artist
- CMT賞 - 最優秀カントリーレコード楽曲 「All-american girl」

### 2009年
- ピープル・チョイス賞 - お気に入りのカントリー楽曲 「Last Nmae」
- ピープル・チョイス賞 - お気に入りの女性アーティスト
- ピープル・チョイス賞 - Favorite Star 35 and Under
- グラミー賞 - 最優秀女性カントリーボーカルパフォーマンス  「Last Name」
- カントリー音楽アカデミー賞 - 最優秀女性ボーカリスト* * * * * * *
- カントリー音楽アカデミー賞 - 最優秀エンターテインメント賞

### 2010年
- ピープル・チョイス賞 - お気に入りの女性アーティスト
- グラミー賞 - 最優秀カントリーコラボレーション  「I Told You So」 with Randy Travis

## 参照
- Tracey, Kathleen. 「Carrie Underwood: American Idol IV」 2005年11月 Blue Banner Biography series (Juvenile) ISBN 1-58415-425-X